# Instituto de Filosofia e Ciências Humanas

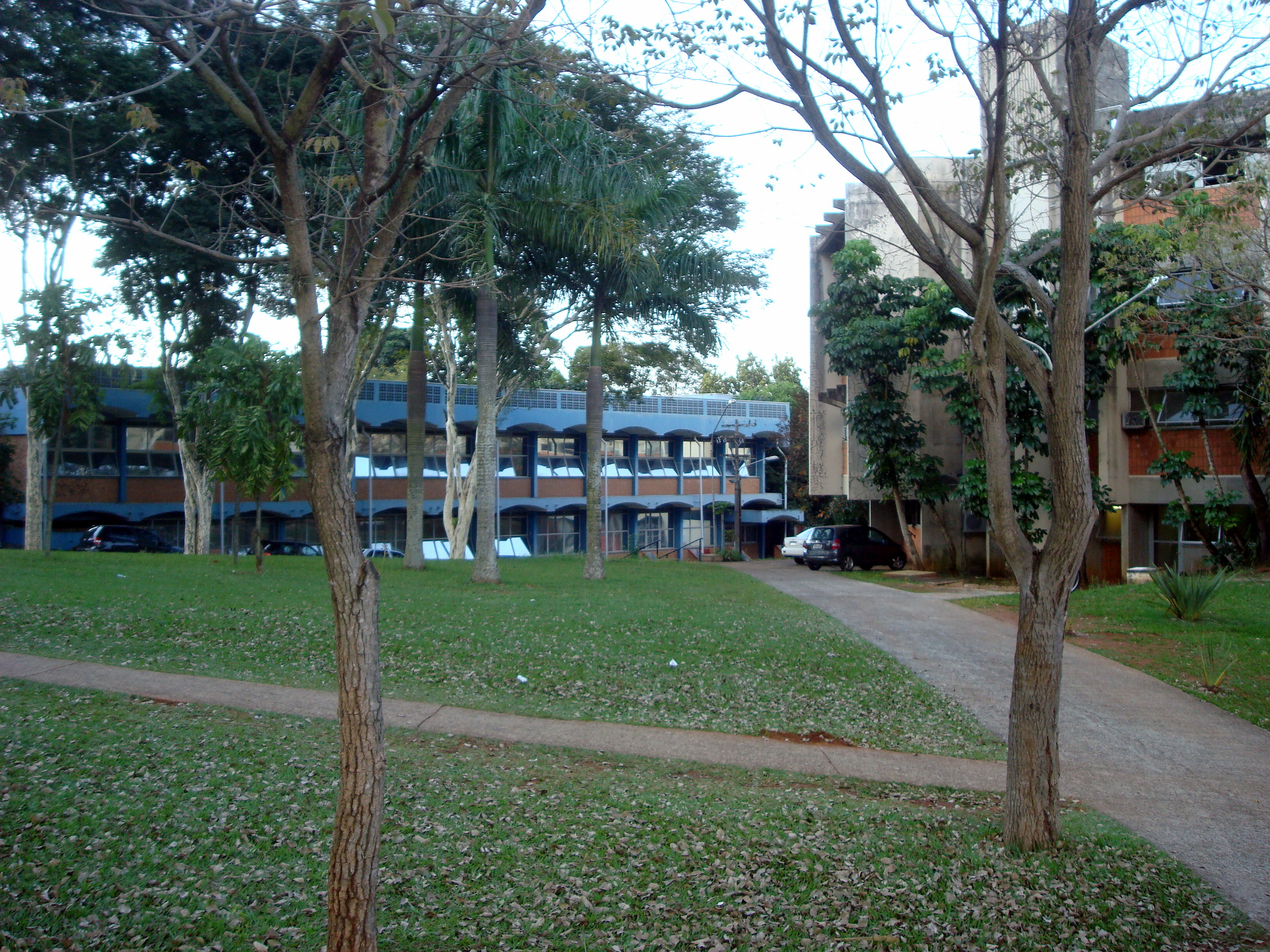
Instituto de Filosofia e Ciências Humanas (2009)

Das Institut für Philosophie und Humanwissenschaften der Landesuniversität von Campinas, Brasilien (UNICAMP) (Portugiesisch.: Instituto de Filosofia e Ciências Humanas; Sigel: IFCH [Aussprache als Kurzwort: Ifischi]) ist eines der wichtigsten geisteswissenschaftlichen Universitätsinstitute Lateinamerikas.
Das IFCH hat seinen Ursprung in der Abteilung für Wirtschafts- und Sozialplanung, die 1968 auf Initiative von Zeferino Vaz gegründet wurde. Diese Abteilung wurde dann dem neu gegründeten Institut für Philosophie und Humanwissenschaften zugeordnet, das damit bis 1975 über drei Abteilungen verfügte: Die Abteilung für Sozialwissenschaft (port.: Departamento de Ciências Sociais, DCS), die Abteilung für Wirtschaft und Wirtschaftsplanung (port.: Departamento de Economia e Planejamento Econômico, DEPE) sowie die Abteilung für Sprachwissenschaft (port.: Departamento de Lingüistica, DEL). Die beiden letzten Abteilung wurden im Laufe der Zeit zu unabhängigen Instituten ausgebaut. So wurde aus der Abteilung für Linguistik 1976 das Institut für Sprach- und Literaturwissenschaften (Instituto de Estudos da Linguagem, IEL) und aus der Abteilung für Wirtschaft und Wirtschaftsplanung 1984 das Institut für Wirtschaftswissenschaften (Instituto de Economia, IE).
1978 wurden im IFCH die Abteilung für Philosophie und für Geschichte gegründet. Die Abteilung für Sozialwissenschaft wurde 1991 in drei Abteilungen aufgeteilt: Abteilung für Soziologie, Abteilung für Anthropologie und Abteilung für Politikwissenschaften.

## Studienangebot
Grundständiges Studium
Jedes Jahr werden 170 Studienplätze angeboten, 30 in Philosophie, 40 in Geschichte und 110 in Sozialwissenschaften (davon 55 im Abendstudium). 
Postgraduierung
Das IFCH bietet Mestrado- und Promotionsstudiengänge in Sozialwissenschaften, Politikwissenschaften, Umwelt und Gesellschaft, Anthropologie, Soziologie, Philosophie, Geschichte und Statistik.

## Institutsbibliothek Professor Doutor Octávio Ianni
Die Institutsbibliothek des IFCH ist mit 151.000 Bänden eine der größten geisteswissenschaftlichen Bibliotheken Lateinamerikas.

## Edgard-Leuenroth-Archiv
Das Institut besitzt auch das Edgard Leuenroth Archiv (AEL) aus dem Nachlass des brasilianischen Anarchisten und Journalisten Edgard Leuenroth. Es ist eines der bedeutendsten Archive für die brasilianischen Sozialbewegungen des 20. Jahrhunderts.